# IC 1521
IC 1521 је елиптична галаксија у сазвјежђу Кит која се налази на листи објеката дубоког неба у Индекс каталогу.
Деклинација објекта је - 7° 8' 46" а ректасцензија 23h 58m 59,7s. Привидна величина (магнитуда) објекта IC 1521 износи 15,0 а фотографска магнитуда 16,0.